# Pink Floyd/Konzerte und Tourneen

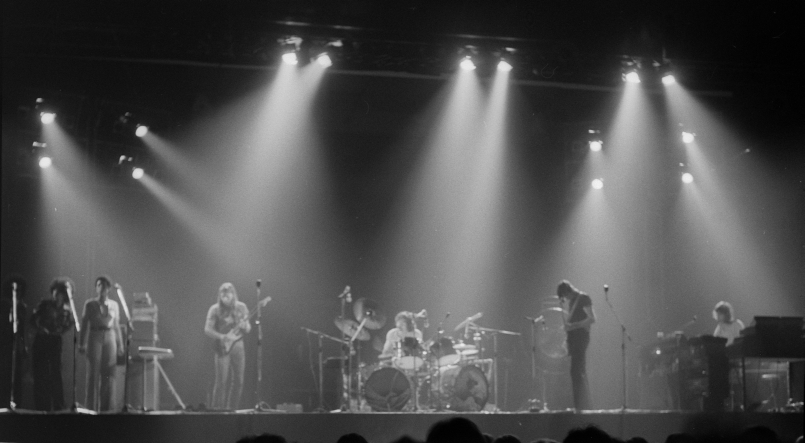
Pink Floyd bei einem Konzert im Earls Court, 1973

Dies ist eine Übersicht über die Konzerte und Tourneen der britischen Rockband Pink Floyd. Die Band galt vielen späteren Musikgruppen in ihren Live-Auftritten, in welchen sie viel mit Licht und Ton experimentierten, als Vorbild.

## Tourneen und Konzerte

### Tourneen
| Name                              | Datum                        | Auftritte 1 | Beworbenes Album                             |
| --------------------------------- | ---------------------------- | ----------- | -------------------------------------------- |
| UK-Tournee 1967                   | November – Dezember 1967     | 16          | The Piper at the Gates of Dawn               |
| US-Tournee 1967                   | Dezember 1967                | 4           | The Piper at the Gates of Dawn               |
| Erste Europa-Tournee 1968         | Februar – Juni 1968          | 63          | A Saucerful of Secrets                       |
| US-Tournee 1968                   | Juli – August 1968           | 22          | A Saucerful of Secrets                       |
| Zweite Europa-Tournee 1968        | Oktober – November 1968      | 13          | A Saucerful of Secrets                       |
| Erste UK-Tournee 1969             | Februar – März 1969          | 21          | A Saucerful of Secrets                       |
| Zweite UK-Tournee 1969            | April 1969 – Juni 1969       | 16          | The Man and The Journey                      |
| Europa-Tournee 1969               | September 1969               | 9           | The Man and The Journey                      |
| Frankreich und UK-Tournee 1970    | Januar – Februar 1970        | 16          | The Man and The Journey                      |
| Erste Europa-Tournee 1970         | März 1970                    | 8           | Atom Heart Mother                            |
| Erste US-Tournee 1970             | April 1970                   | 18          | Atom Heart Mother                            |
| Zweite US-Tournee 1970            | September – Oktober 1970     | N/A         | Atom Heart Mother                            |
| Zweite Europa-Tournee 1970        | Oktober – November 1970      | 13          | Atom Heart Mother                            |
| UK-Tournee 1970                   | Dezember 1970                | 6           | Atom Heart Mother                            |
| UK Universitäts-Tournee 1971      | Januar 1971                  | 5           | Atom Heart Mother                            |
| Europa-Tournee 1971               | Februar – Juni 1971          | 24          | Atom Heart Mother                            |
| Japan und Australien-Tournee 1971 | August 1971                  | 5           | Atom Heart Mother Meddle                     |
| US-Tournee 1971                   | Oktober – November 1971      | 27          | Atom Heart Mother Meddle                     |
| Erste UK-Tournee 1972 2           | Januar – Februar (Juni) 1972 | 16          | The Dark Side of the Moon                    |
| Japan-Tournee                     | März 1972                    | 4           | The Dark Side of the Moon                    |
| Erste US-Tournee 1972             | April – May 1972             | 17          | The Dark Side of the Moon                    |
| Zweite US-Tournee 1972            | September 1972               | 17          | The Dark Side of the Moon                    |
| Europa-Tournee 1972               | November 1972 – Februar 1973 | 27          | The Dark Side of the Moon                    |
| Nord Amerika-Tournee 1973         | März 1973                    | 16          | The Dark Side of the Moon                    |
| US-Tournee 1973                   | Juni 1973                    | 13          | The Dark Side of the Moon                    |
| Französische Sommer-Tournee 1974  | Juni 1974                    | 7           | The Dark Side of the Moon Wish You Were Here |
| Britische Winter-Tournee 1974     | November – Dezember 1974     | 20          | The Dark Side of the Moon Wish You Were Here |
| Wish You Were Here Tour           | April – Juni 1975            | 29          | The Dark Side of the Moon Wish You Were Here |
| Europa-Tournee 1977               | Januar – März 1977           | 29          | Animals                                      |
| In the Flesh Tour                 | April – Juli 1977            | 26          | Animals                                      |
| The Wall Tour                     | Februar 1980 – Juni 1981     | 31          | The Wall                                     |
| A Momentary Lapse of Reason Tour  | September 1987 – August 1988 | 158         | A Momentary Lapse of Reason                  |
| Another Lapse-Tournee             | Mai – Juli 1989              | 40          | A Momentary Lapse of Reason                  |
| The Division Bell Tour            | März – Oktober 1994          | 122         | The Division Bell                            |

### Alleinstehende Konzerte (Auswahl)
| Konzert                                                                               | Datum              |
| ------------------------------------------------------------------------------------- | ------------------ |
| Benefiz-Konzert für die London Free School, All Saints Church, Notting Hill, London 3 | 30. September 1966 |
| The 14 Hour Technicolor Dream, Alexandra Palace, London                               | 29./30. April 1967 |
| Games for May, Queen Elizabeth Hall, London                                           | 12. Mai 1967       |
| Midsummer High Weekend, Hyde Park, London                                             | 29. Juni 1968      |
| Bath International Music Festival                                                     | 27. Juni 1970      |
| Benefizkonzert für Rober Wyatt, London                                                | 4. November 1973   |
| Knebworth Festival, London                                                            | 5. Juli 1975       |
| Knebworth Festival                                                                    | 30. Juni 1990      |
| Live 8, Hyde Park, London                                                             | 2. Juli 2005       |
| Syd Barrett Tribute Concert                                                           | 10. Mai 2007       |

### Regelmäßige Auftritte in Clubs
| Name                              | Datum                          |
| --------------------------------- | ------------------------------ |
| Auftritte im Marquee Club, London | ~1966                          |
| Auftritte im UFO Club, London     | Dezember 1966 – September 1967 |

### Sonstige
14. November – 5. Dezember 1967 auf Jimi Hendrix’ zweiter England-Tournee als Gastmusiker

## Licht

### 1960er
Pink Floyd war eine der ersten Bands, die Lichteffekte bei ihren Konzerten einsetzten. Anfangs waren sogenannte Liquid Light Shows fester Bestandteil ihrer Auftritte; dabei wurden auf Leinwände hinter der Band bunte Öle projiziert, die unter Wärmeeinfluss sich ständig verändernde Blasen bildeten. Dazu kamen Stroboskope, die bunte Blitze auf die Zuschauer warfen. Mike Leonard, der Lichttechniker der Band, entwickelte neue Methoden, grafische Lichtmuster zu erzeugen.

### 1970er
In den 1970ern kamen Gerüste und Hebebühnen aus dem Baugewerbe zum Einsatz, um die Lichtinstallationen zu tragen, die teilweise während der Show angehoben und abgesenkt werden konnten.
Ab den Dark Side of the Moon-Tourneen erschien eine runde Projektionswand auf der Bühne, die den Spitznamen „Mr. Screen“ erhielt. Darauf wurden speziell für die Show angefertigte Filme und Animationen gezeigt. In späteren Auftritten wurde der Rand mit bunten, drehbaren Scheinwerfern bestückt. Ebenfalls ab dieser Tournee wurde eine Scheibe mit reflektierenden Plättchen benutzt, wie sie auf Discokugeln üblich sind.

### 1980er
Mitte der 1980er, während der A Momentary Lapse of Reason-Tournee, setzte der Lichttechniker Marc Brickman hunderte Moving Heads und Laser ein, die dem jeweiligen Stand der Technik entsprachen.

### 1990er
In den 1990ern, auf der Division Bell-Tournee, wurden Lasertechnologien benutzt, die für die Atomforschung und die Hochgeschwindigkeitsfotografie entwickelt worden waren. Für diese Tour wurde auch eine kinetische Skulptur verwendet, die in Form und Funktion einer Diskokugel ähnelt. Die Kugel wurde auf über 20 m Höhe gezogen und von außen angestrahlt, wobei zunächst der bekannte Effekt einer sehr großen Spiegelkugel entsteht. Zum Höhepunkt der Show öffnet sich die Skulptur blütenartig und gibt den Blick auf einen 12 kW starken Scheinwerfer und weitere Spiegelelemente frei. Die Skulptur wurde zu Comfortably Numb gezeigt.

## Besetzung

### Band

#### 1965
- Bob Klose – E-Gitarre, Gesang (ging auf Grund von Studium)
- Syd Barrett – E-Gitarre, Gesang
- Roger Waters – E-Bass, Gesang
- Richard Wright – Tasteninstrumente, Gesang
- Nick Mason –  Schlagzeug

#### 1966–1967
- Syd Barrett – E-Gitarre, Gesang
- Roger Waters – E-Bass, Gesang
- Richard Wright – Tasteninstrumente, Gesang
- Nick Mason – Schlagzeug

#### 1968
- Syd Barrett – E-Gitarre, Gesang (nur noch Januar 1968)
- David Gilmour – E-Gitarre, Gesang
- Roger Waters – E-Bass, Gesang
- Richard Wright – Tasteninstrumente, Gesang
- Nick Mason – Schlagzeug

#### 1968–1977
- David Gilmour – E-Gitarre, Akustische Gitarre, E-Bass (1977), Gesang
- Roger Waters – E-Bass, E-Gitarre (1977), Akustische Gitarre, Gesang
- Richard Wright – Tasteninstrumente, Gesang, Azimuth Controller, Posaune, Vibraphon (letzte zwei nur 1969)
- Nick Mason – Schlagzeug

#### 1980–1981
- David Gilmour – E-Gitarre, Akustische Gitarre, Mandoline, Gesang
- Roger Waters – Bass, Akustische Gitarre, Klarinette, Gesang
- Nick Mason – Schlagzeug, Akustische Gitarre

#### 1987–1990
- David Gilmour – E-Gitarre, Akustische Gitarre, Gesang
- Nick Mason –  Schlagzeug

#### 1994–2007
- David Gilmour – E-Gitarre, Akustische Gitarre, Gesang
- Richard Wright – Tasteninstrumente, Gesang
- Nick Mason – Schlagzeug

### Gastmusiker

#### 1970er
Erst in den 1970ern spielten Pink Floyd standardmäßig mit Gastmusikern. Während den Atom Heart Mother-Tourneen engagierte die Band lokale Orchester und Chöre für das Stück Atom Heart Mother. Wurden keine Gastmusiker gefunden, spielten sie das Stück nur zu viert. Auf den Dark Side of the Moon-Tourneen 1973 waren erstmals festengagierte Musiker dabei.
- Dick Parry – Saxophon, später auch Tasteninstrumente (1973–1977)
- Black Grass, bestehend aus Nawasa Crowder, Mary Ann Lindsey, Phyllis Lindsey – Hintergrundgesang (nur teilweise  während 1973)
- The Blackberries, bestehend aus Billy Barnum, Venetta Fields, Clydie King – Hintergrundgesang (gelegentlich 1973, 1974/75)
- Snowy White – E-Gitarre, Akustische Gitarre (1977–1981)

#### 1980er
Da Richard Wright 1979 aus der Gruppe entlassen wurde, wird er bei Auftritten in diesem Jahrzehnt nur als Gastmusiker gewertet. 1985 verließ Roger Waters Pink Floyd, also änderte sich auch zwischen den beiden Tourneen in diesem Jahrzehnt die Besetzung. Auf beiden Touren spielte die Band mit vielen Gastmusikern. Musiker, die nur an einem Konzert mitgewirkt haben, werden nicht aufgelistet, da es zu viele gab.
Auf der The Wall-Tournee spielte Pink Floyd mit folgenden Gastmusikern:
- Richard Wright – Tasteninstrumente
- Peter Wood – Tasteninstrumente, Akustische Gitarre
- Andy Bown – E-Bass, Akustische Gitarre
- Snowy White – E-Gitarre (nur 1980)
- Andy Roberts – E-Gitarre (Nachfolger von Snowy White)
- Willie Wilson – Schlagzeug, Percussion
- Joe Chemay – Hintergrundgesang
- Stan Farber – Hintergrundgesang
- Jim Haas – Hintergrundgesang
- John Joyce – Hintergrundgesang

Auf der A Momentary Lapse of Reason-Tournee, die von 1987 bis 1988 leif und auf der Another Lapse-Tournee von 1989, spielten folgende Gastmusiker:
- Richard Wright – Tasteninstrumente
- Jon Carin – Tasteninstrumente, Hintergrundgesang
- Tim Renwick – E-Gitarre, Hintergrundgesang
- Guy Pratt – E-Bass, Hintergrundgesang
- Gary Wallis –  Percussion, Keyboards, Hintergrundgesang
- Scott Page – Saxofon, E-Gitarre
- Rachel Fury – Hintergrundgesang
- Durga McBroom – Hintergrundgesang
- Margaret Taylor – Hintergrundgesang (1987–1988)
- Lorelei McBroom – Hintergrundgesang (1987 und 1989)
- Roberta Freeman – Hintergrundgesang (bei den „The Omni Shows“ 1987)

#### 1990er
Richard Wright wurde 1992 wieder zum Vollmitglied der Gruppe. Die Gastmusiker von dem Konzert am Knebworth Festival 1990 unterscheiden sich nur gering von denen der späteren Tournee im Jahre 1994. Deswegen sind Musiker, die an beiden Ereignissen teilgenommen haben, kursiv markiert:
- Guy Pratt  – Bass, Hintergrundgesang
- Jon Carin – Tasteninstrumente, Hintergrundgesang
- Tim Renwick – E-Gitarre
- Gary Wallis – Percussion
- Durga McBroom – Hintergrundgesang
- Sam Brown – Hintergrundgesang
- Vicki Brown – Hintergrundgesang (1990)
- Clare Torry – Hintergrundgesang (1990)
- Candy Dulfer – Saxophon (1990)
- Claudia Fontaine – Hintergrundgesang (1994)

#### 2005
Am 2. Juli 2005 spielte Pink Floyd nach 24 Jahren wieder ein Konzert mit Roger Waters auf dem Live 8 Festival.
- Roger Waters – E-Bass, Akustische Gitarre, Gesang
- Tim Renwick – E-Gitarre
- Jon Carin – Tasteninstrumente, Lap Steel-Gitarre, Gesang
- Dick Parry – Saxophon
- Carol Kenyon – Hintergrundgesang

## BBC
Pink Floyd spielten mehrmals in Chartshows der BBC und nahmen an weiteren Ereignissen teil. Sie traten außerdem jährlich oder öfters zwischen 1967 und 1971 in Peel's Sunday Concert im BBC live auf. Diese Konzerte sind in dem Boxset Pink Floyd: The Early Years 1965-1967 dokumentiert.